# رحمت‌آباد (نگار)
رحمت‌آباد یک روستا در ایران است که در دهستان نگار شهرستان بردسیر واقع شده‌است.